# Baden (Adelsgeschlecht, Liel)

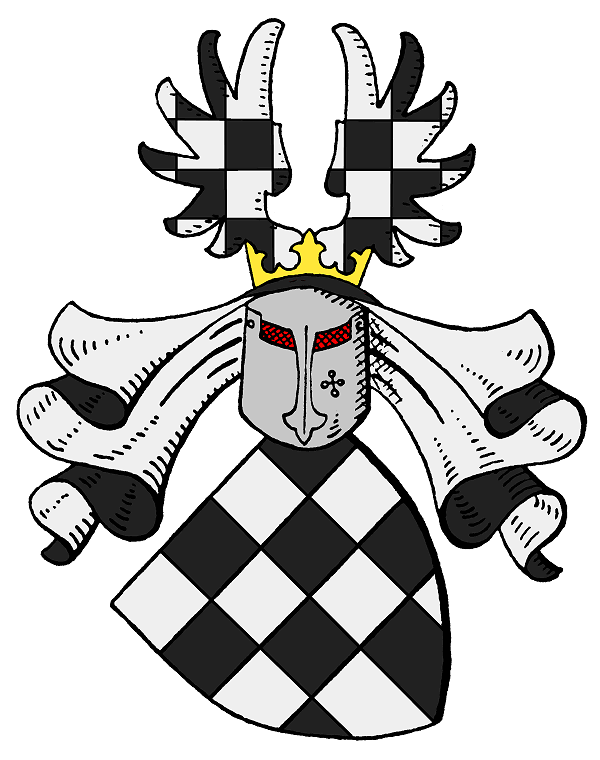
Wappen derer von Baden

Die Herren von Baden waren ein altes zähringisches Ministerialengeschlecht, das später zu den Breisgauer Landständen gehörte.
Das Geschlecht war im Breisgau begütert und hatte die Herrschaft über das Dorf Liel, bis es 1830 in der männlichen Linie ausgestorben ist.
Die Familie war nicht verwandt mit dem hochadeligen Haus Baden.

## Geschichte

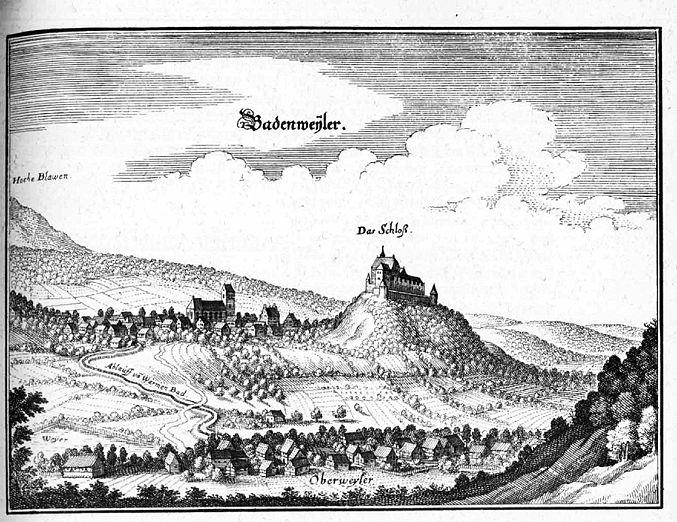
Die Burg Baden über Badenweiler (um 1650)

1130 wurde erstmals Rudolf von Mansberg, der damalige Vogt der Herrschaft Badenweiler mit dem Namen Rudolf von Baden bezeichnet. Der Name wurde von der Burg Baden übernommen. In der weiteren Geschichte wurde die Familie in Dokumenten auch mit Badin oder Badun benannt. Bereits 1148 war ein Adalbert von Baden als Dienstmann von Herzog Konrad I. von Zähringen bekundet. 1152 waren Heinrich und Rudolf von Baden erwähnt worden.
Wie nahezu alle Breisgauer Adelsgeschlechter, so waren auch die von Baden auf der Liste der in der Schlacht von Sempach (1386) gefallenen Adeligen vertreten und zwar mit Götzman von Baden.
1414 soll ein Adebert von Baden den Markgrafen von Baden zum Konzil von Konstanz begleitet haben. 1481 wurde bei einem Turnier in Mainz die Ritterbürtigkeit des Hans Heinrich von Baden angezweifelt, worauf die Freiherren von Staufen die Ritterbürtigkeit und die Stammesgemeinschaft derer von Baden mit den Herren von Mansberg bezeugten. Im Bauernkrieg wurde auch die Herrschaft Liel in Mitleidenschaft gezogen und die Einwohner mussten den Herren von Baden nachfolgend eine Entschädigung von 120 Gulden entrichten.

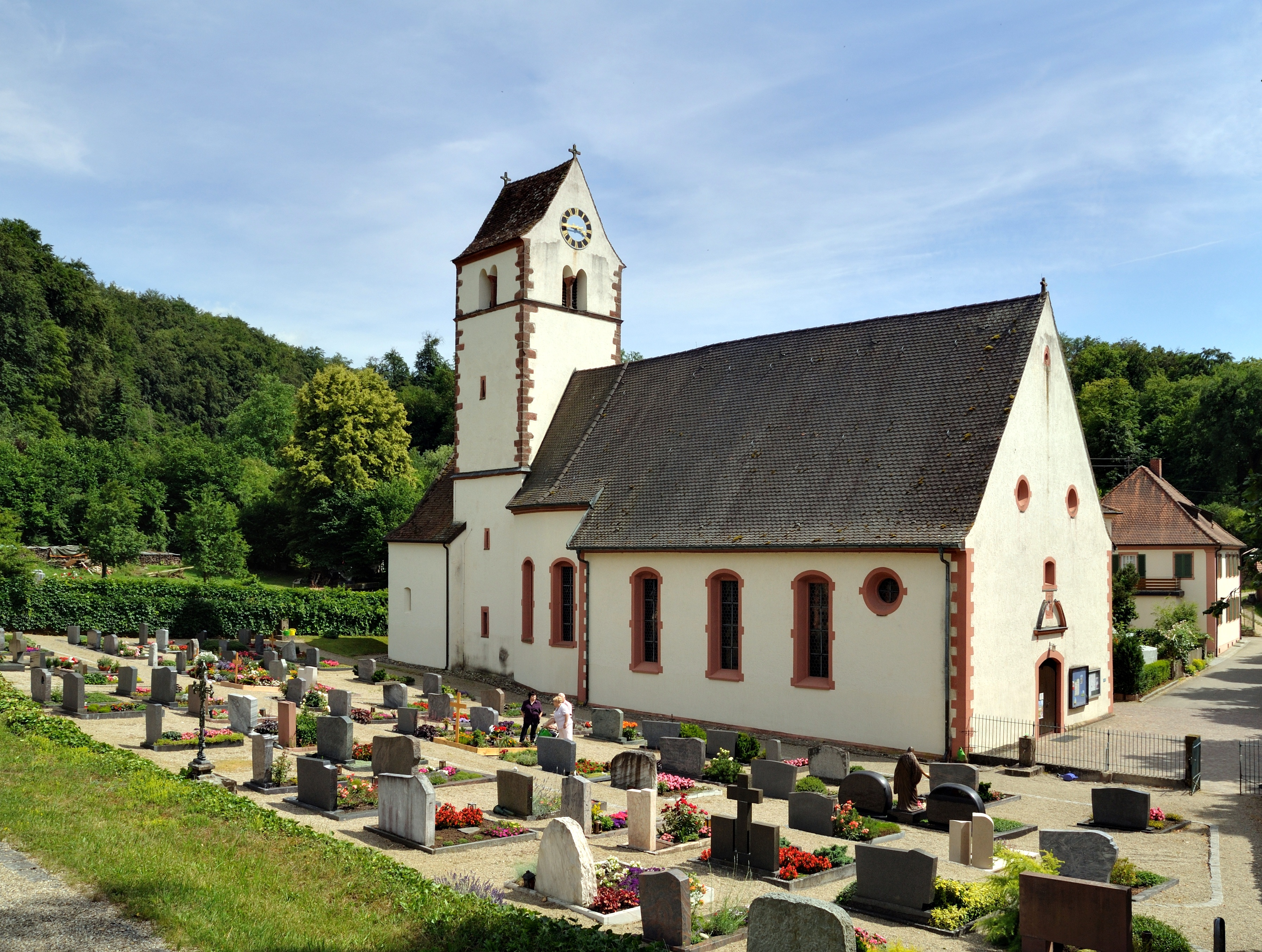
katholische Kirche in Liel – Grablege der Herren von Baden

1410 wurde Konrad von Baden durch Katharina von Burgund mit dem Ort Liel belehnt, den es 1466 von der Kartause St. Margarethental in Basel, dessen Vögte die Herren von Baden waren, auch kaufte. Auch in Neuenburg, Breisach und weiteren Gemeinden des Breisgaus war die Familie begütert. Beim Aussterben des Geschlechts 1830 hatte es Stammgüter in Liel, Schliengen, Amoltern, Au und Sölden.
Zwischen 1568 und 1580 war die Familie von Baden Eigentümer der Rosenburg in Müllheim.
Johann Friedrich von Baden (1684–1688) und Franz Benedikt von Baden (1694–1707) waren Landkomture der Deutschordensballei Schwaben-Elsass-Burgund.
1677 erhielt das Geschlecht das Basler Ehrenbürgerrecht. 1696 wurden die Herren von Baden von Kaiser Leopold in den Freiherrenstand erhoben.
Mit Anton Karl starb die männliche Linie des Geschlechts 1830 aus. Sein Neffe Bruno Freiherr von Türckheim zu Altdorf beerbte ihn und erhielt auch die Genehmigung zur Namen- und Wappenvereinigung. Fortan nannten sich seine Nachkommen Freiherren von Türckheim, genannt von Baden.

## Schloss Liel
Das ehemalige Weiherhaus stand bei der Kirche. Das heutige Schloss Liel ist ein zweistöckiger Barockbau mit Mansarddach, der um 1750 entstanden ist. Es trägt im Giebel das Allianzwappen derer von Baden und von Rotberg.

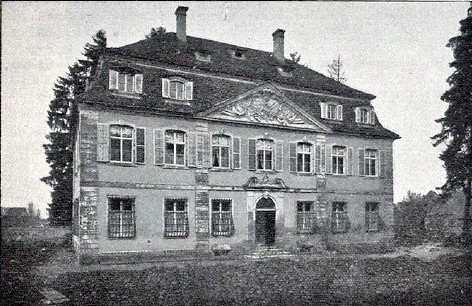
Schloss Liel um 1900
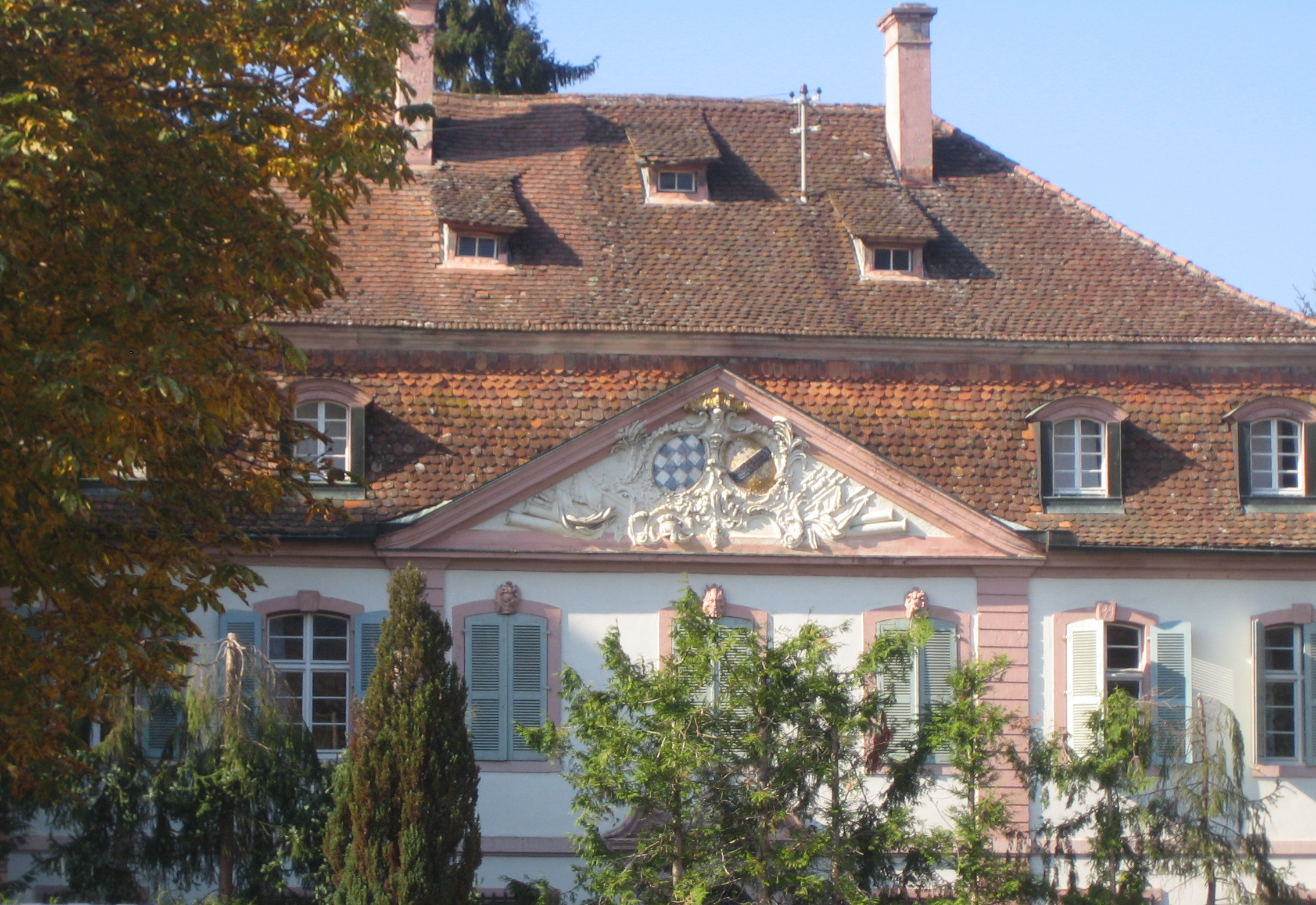
Schloss Liel 2011
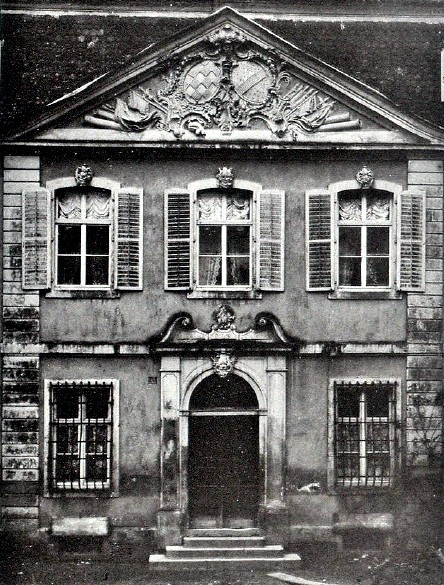
Portal Schloss Liel um 1900
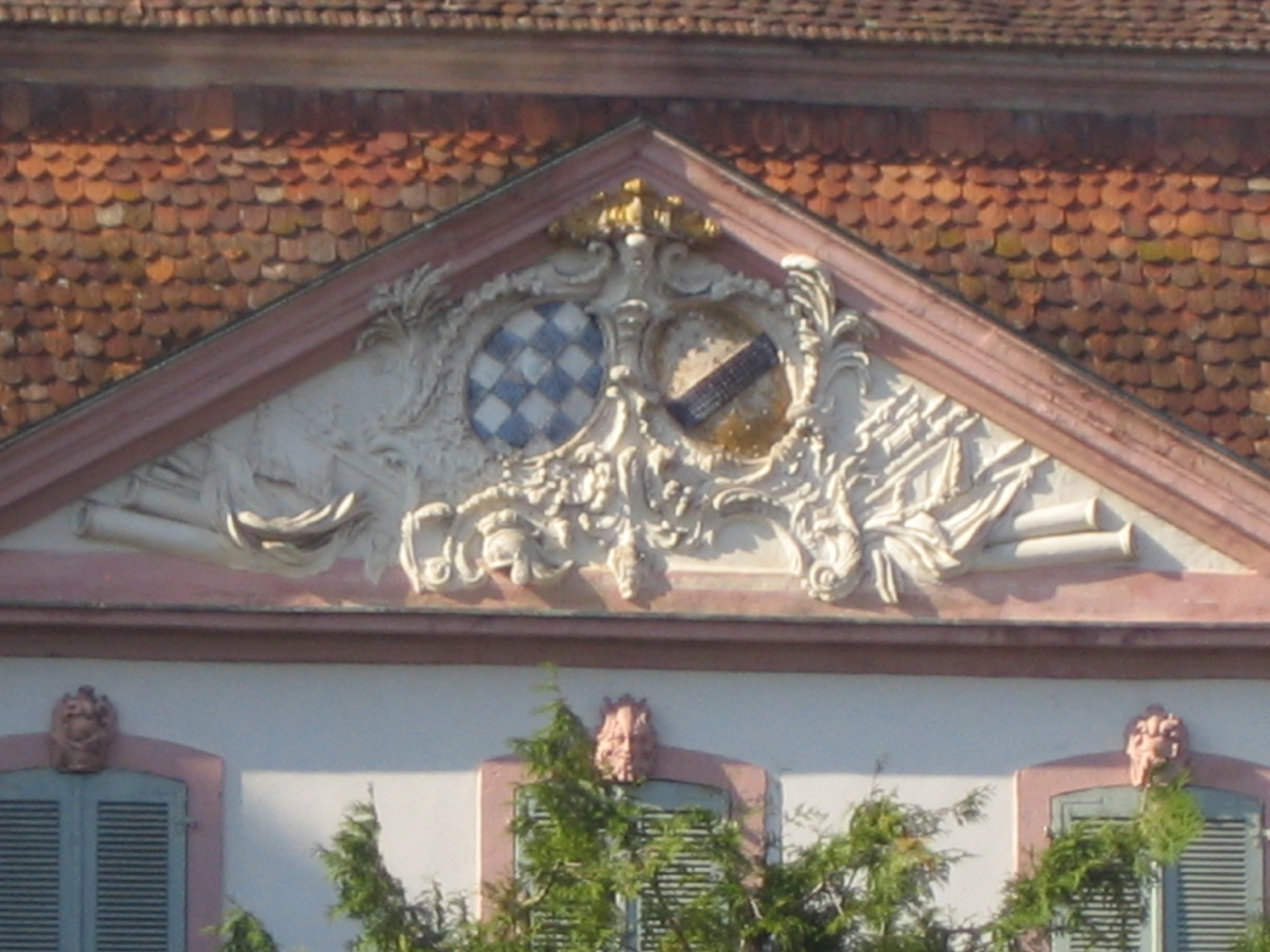
Portal von Schloss Liel 2011 mit Allianz-Wappen

## Wappen

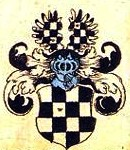
Wappen derer von Baden in Siebmachers Wappenbuch

Das Wappen ist von Silber und Schwarz in vier Reihen zu 16 Plätzen geschacht. Auf dem Helm mit schwarz-silbernen Decken ein wie der Schild bezeichneter offener Flug.

## Namensträger
- Marquard von Baden; Komtur bzw. Hauskomtur der Deutschordens-Kommende Beuggen in den Jahren 1391–1413[14]
- Franz Benedikt von Baden (1644–1707); Landkomtur der Deutschordens-Ballei Elsaß-Burgund[15]
- Franz Benedikt von Baden (1699–1756); kurpfälzischer Geheimrat, Vize-Hofkammerpräsident und Generalleutnant
- Franz Anton Freiherr von Baden (1737–1818); letzter Präsident der breisgauischen Landstände und 1733–1791 Präsident der „vorderösterreichischen Freien Ritterschaft von Grafen, Freien Herrn, Ritter und Adel“[16]
- Anton Karl Freiherr von Baden (1770–1830); Mitglied der 1. Kammer der badischen Ständeversammlung 1819–1822

## Literatur

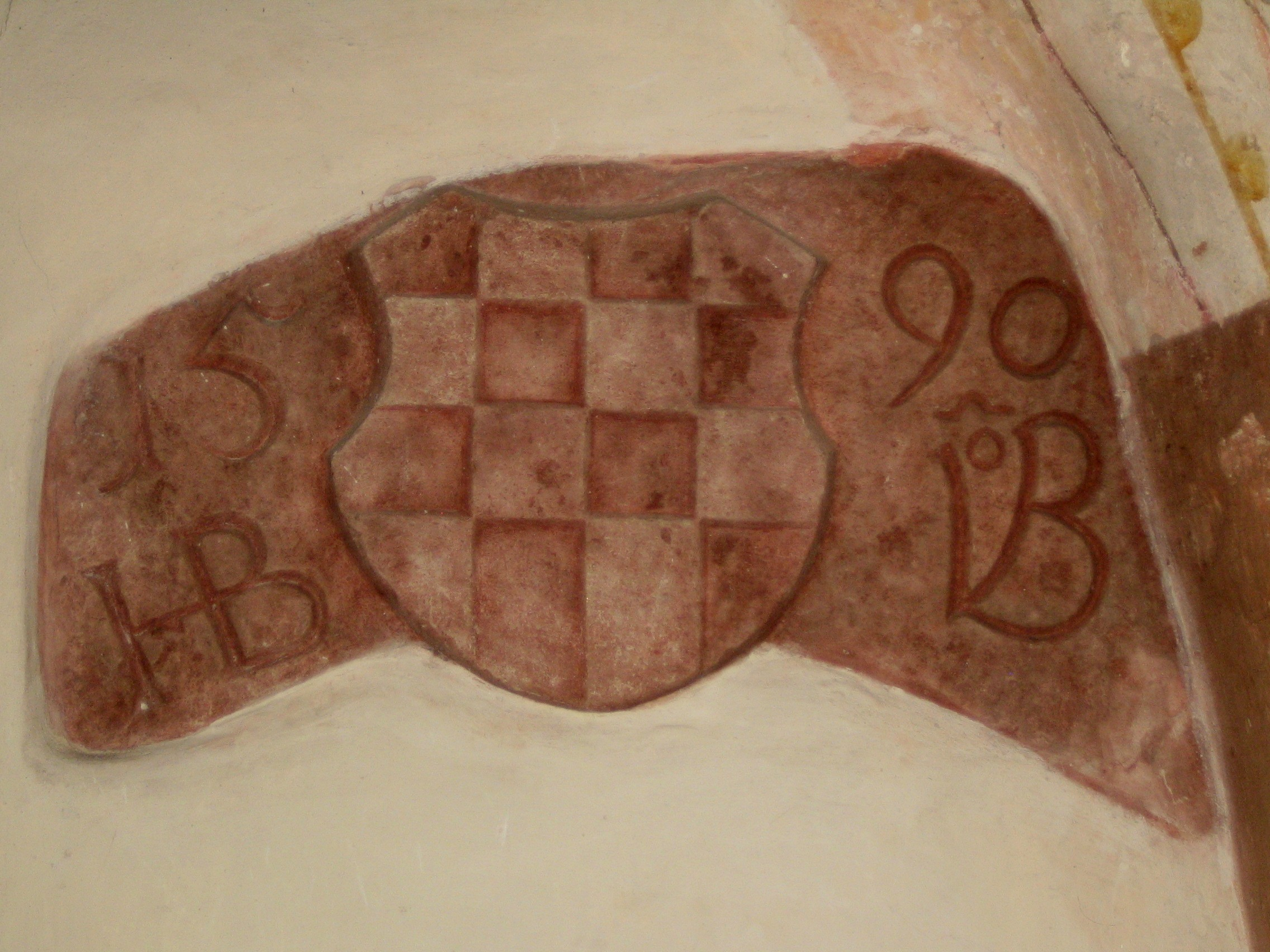
Wappen der Herren von Baden in der Kirche St. Vinzenz in Liel